# 許留山

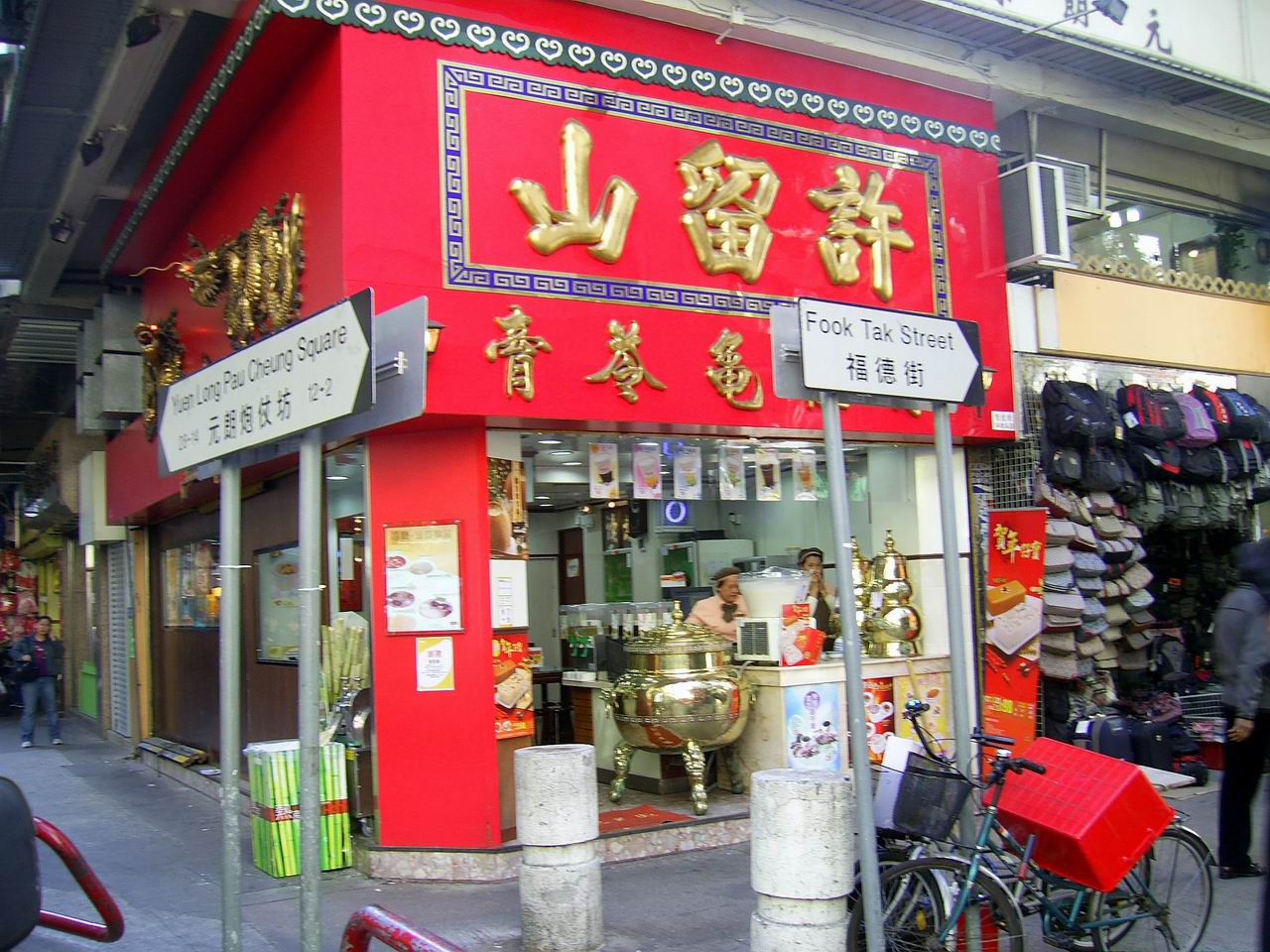
許留山元朗老舖

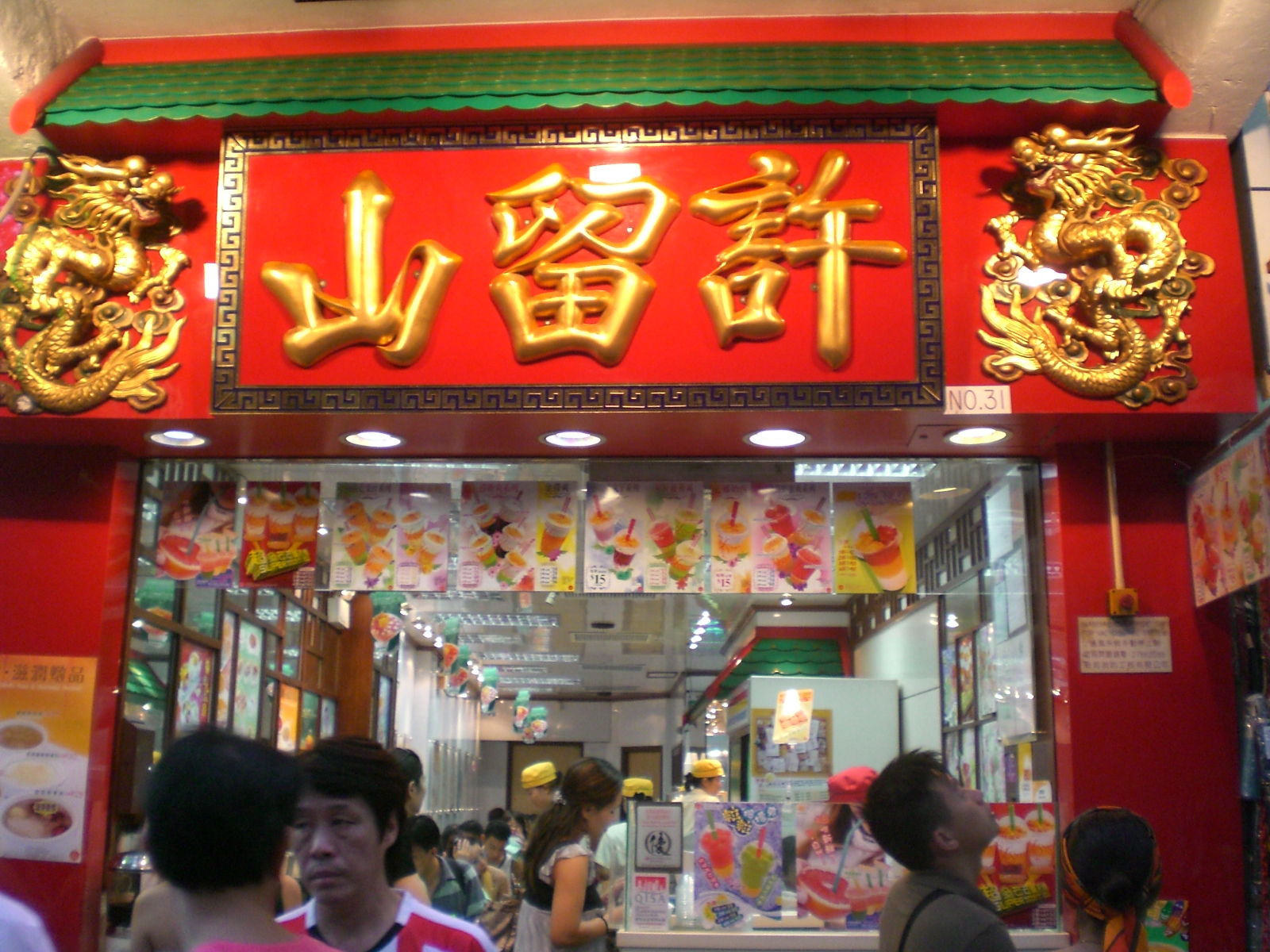
位於尖沙咀的一間分店

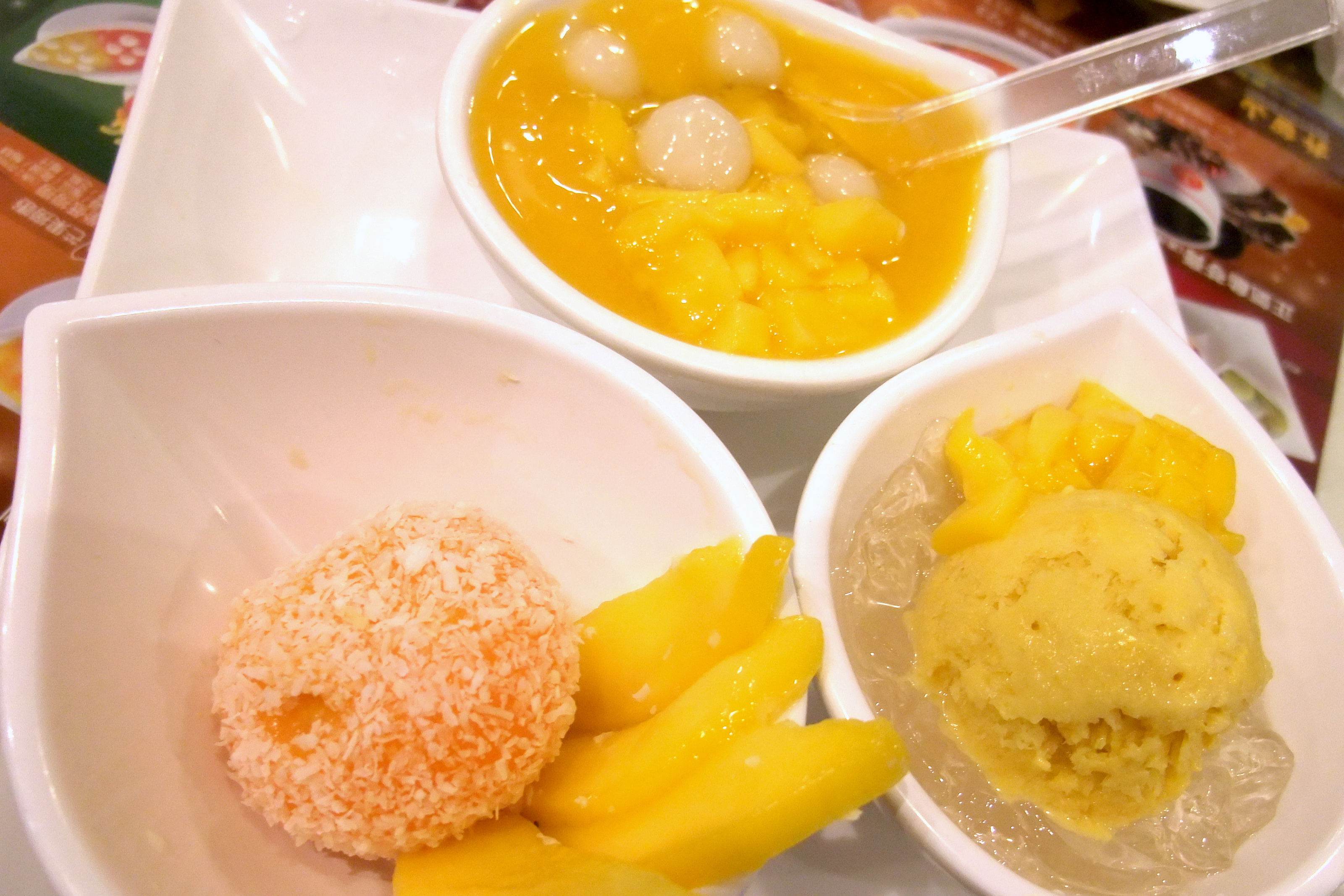
集合芒果糯米糍、芒果小丸子及芒果亮晶晶的「芒の戀」拼盤

許留山（英語：Hui Lau Shan）是一間香港的連鎖甜品店，專門售賣糖水、甜品及小食，並以其芒果菜式之特色聞名。

## 歷史
1950年代，創辦人許留山在元朗街頭售賣龜苓膏和中藥。
1970年代在新界元朗開業，最初售賣傳統涼茶，直至1980年代由涼茶舖轉營出售榴槤和山竹製成之甜品、酸梅湯、火麻仁、豆漿等飲品以及蘿蔔糕等小食。1990年代推出鮮果甜品，1992年推出的甜品「芒果西米露」（稱為「芒果西米撈」）大受歡迎，其後以特許經營方式拓展業務，成為一家著名的香港本土鮮果甜品店品牌。
2009 年，許留山家族將全部股權賣給一家馬來西亞投資公司Navis Capital，到2015年12月18日，煌天國際以5.24億人民幣收購許留山。
2019年起，由於反修例運動引發的持續性示威衝突及2019冠状病毒病全球擴散雙重因素影響，導致遊客量下跌，使許留山於旅遊區的生意額大減，更因欠租而被申請清盤。

## 分佈
最高峰時期，在香港的分店有55間，遍佈香港、九龍及新界。在2020年12月，餘下9間分店，只有在九龍及新界。
2004年，許留山擴展至上海和廣州，現時廣東省已有50間直营店。到2012年，許留山在馬來西亞開分店，2014年，許留山在杭州、蘇州、重慶、成都、武漢、長沙開設分店。據網頁資料顯示，全亞洲分店數目276間，當中155家為直接經營店，2016年收入總收入達4.6億元人民幣。
2004年，“广州许留山”分店的老板声称与“香港许留山”签订特许经营合约，后者授权前者在广州开店，双方约定合同有效期不少于8年，到期后再洽谈续约事宜。起初双方合作良好，按照约定，“香港许留山”提供技术和原料，并派管理人员到广州店内指导经营，利润双方五五分成。
到2009年前后，“香港许留山”的股东向马来西亚一家投资公司出让了全部股份，新股东不承认“香港许留山”与广州方面的合约有效。广州公司一直要求新东家继续履行合同，但对方没有理会，并派律师到广州市工商局进行投诉。工商局因而向部分门店发出整改通知书，迫使其更名“邓留山”。因为投诉开始只涉及位于广州天河区在2009年之后新开张的三家档口，所以位于中山五路等地的其它几家老字号店面仍有一段时间沿用许留山名称，但至2011年已全部改名。
香港许留山公司拓展部2010年称，中國开设的许留山甜品店均由香港许留山公司直接经营，未有加盟店或特许经营店。公司也暂时没有在中國开设加盟店的计划，手头资料并未显示香港许留山公司有广州的分店。 2016年5月底，香港許留山的官方網站上所列出的中國分店，有位於广州市的34家分店、深圳的29家分店、杭州的21家分店、北京的22家分店和位於上海市的30家分店。

## 清盤
2020年3月11日，公司遭權記玩具有限公司入稟高等法院申請清盤，案件已排期6月3日處理。位於藍田匯景廣場的分店再遭業主Bansque Limited入稟高等法院，要求收回舖位和追討2019年7至10月期間逾19萬元的租金。許留山在2020年1月表示在過去數月已經關閉位於在旅遊區和個別住宅區10多間分店。雙方爾後達成和解協議，清盤呈請撤銷。
許留山多間分店早前被業主入稟追租，相關的「許留山食品製造有限公司」，亦於2021年初遭4名債權人包括豐昌地產有限公司、Virginia Investments Limited、世界地產有限公司，以及英豪有限公司入稟申請清盤。案件於2021年5月26日在高等法院提訊，聆案官黃健棠在雙方同意下頒令清盤。

## 結業
2021年11月18日，網傳僅剩的油塘大本型商場門市營業至11月28日，大批市民排隊光顧。11月26日，門市提早兩天結業，意味60年的老字號品牌結束。
2023年5月16日，许留山位于南山深圳湾科技园的门店关闭，至此中国大陆地区仅剩不到10间店。
現時澳門亦有數家分店。其他国家方面，目前只剩下位於加拿大列治文、多倫多、密西沙加、咸美頓、倫敦，以及英國諾丁漢的特許經營店繼續營業。

## 外部連結
- 許留山（香港） （页面存档备份，存于）
  - 許留山（香港）的Instagram帳戶
  - 許留山（香港）的Facebook專頁
  - 许留山（中国）的新浪微博